# Paragoniastrea deformis
Espèce
Statut CITES
Paragoniastrea deformis est une espèce de coraux appartenant à la famille des Merulinidae.